# 油壓
油压是在大多数内燃机的寿命的重要因素。使用强制润滑系统（由Frederick兰彻斯特发明的），油被一个正排量油泵抽出，被迫通过回油孔（通道）进入轴承，如主轴承，大的端部和凸轮轴轴承或平衡轴轴承。其它组分如凸轮凸角和汽缸壁由油喷射润滑。
足够的油压保证的旋转轴（轴颈）金属与轴瓦不会接触，因此磨损仅限于初始启动和关闭。油压力结合轴的旋转，同时液压集中在其外壳的并冷却轴承。这种轴承被称为一个流体轴承。
当发动机因为油的黏度而增加时，油压力会升高，同时发动机的转速也会增加，直到安全阀打开油泵转移过剩的流动。油压低于热怠速条件和制造商所允许的最小压力，通常在此点给出。过多的油压力可能表明过滤器堵塞、堵塞油道或错级油。低油压指示轴承的磨损或油泵的损坏。
所有发动机有一个油压开关，开关在低油压的警示灯。一些车辆的仪表板或仪表盘上的拥有油压力表用于显示油压。